# 고유성

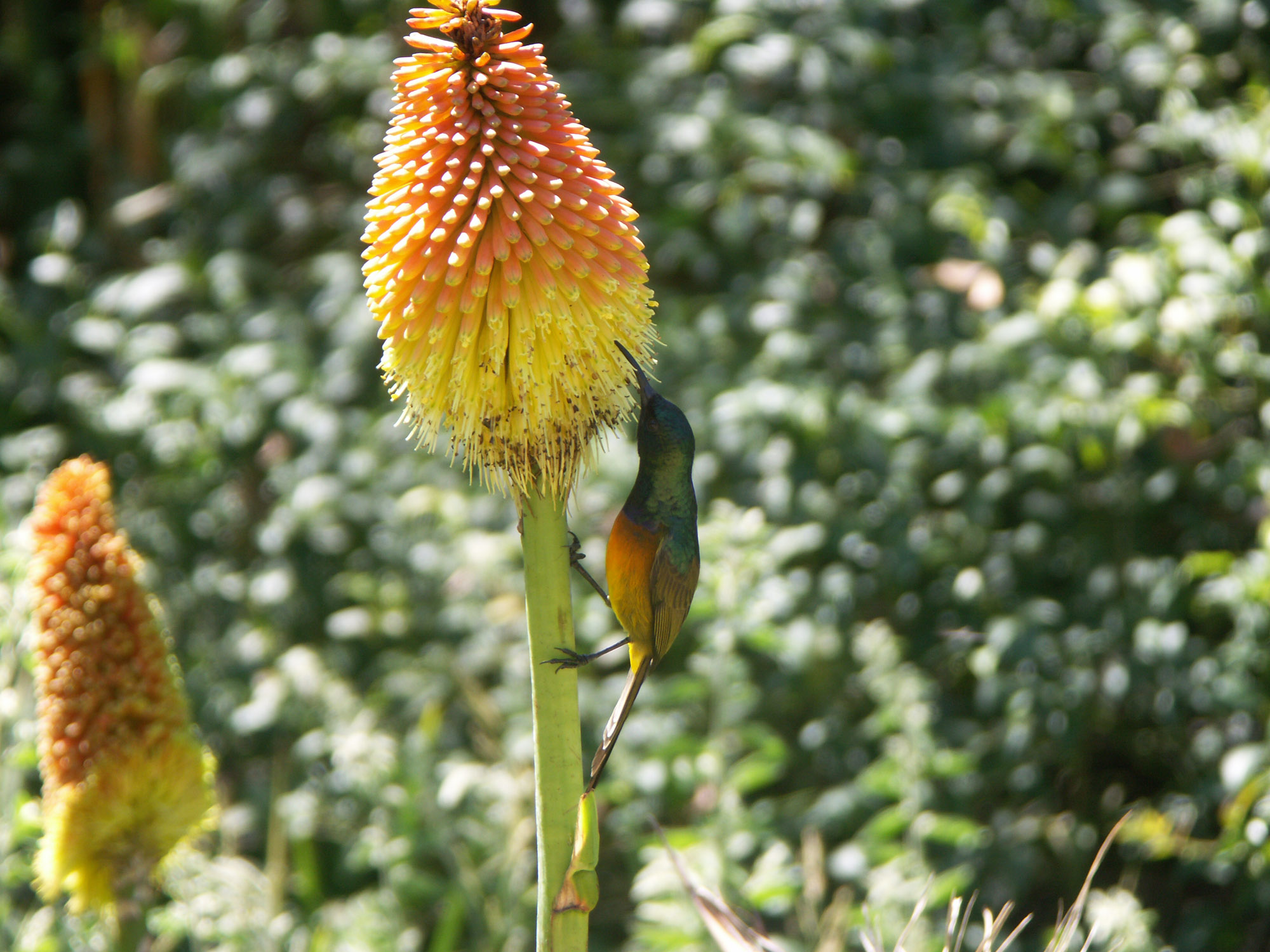
주홍가슴태양조는 핀보스 초목 지대에서만 발견된다.

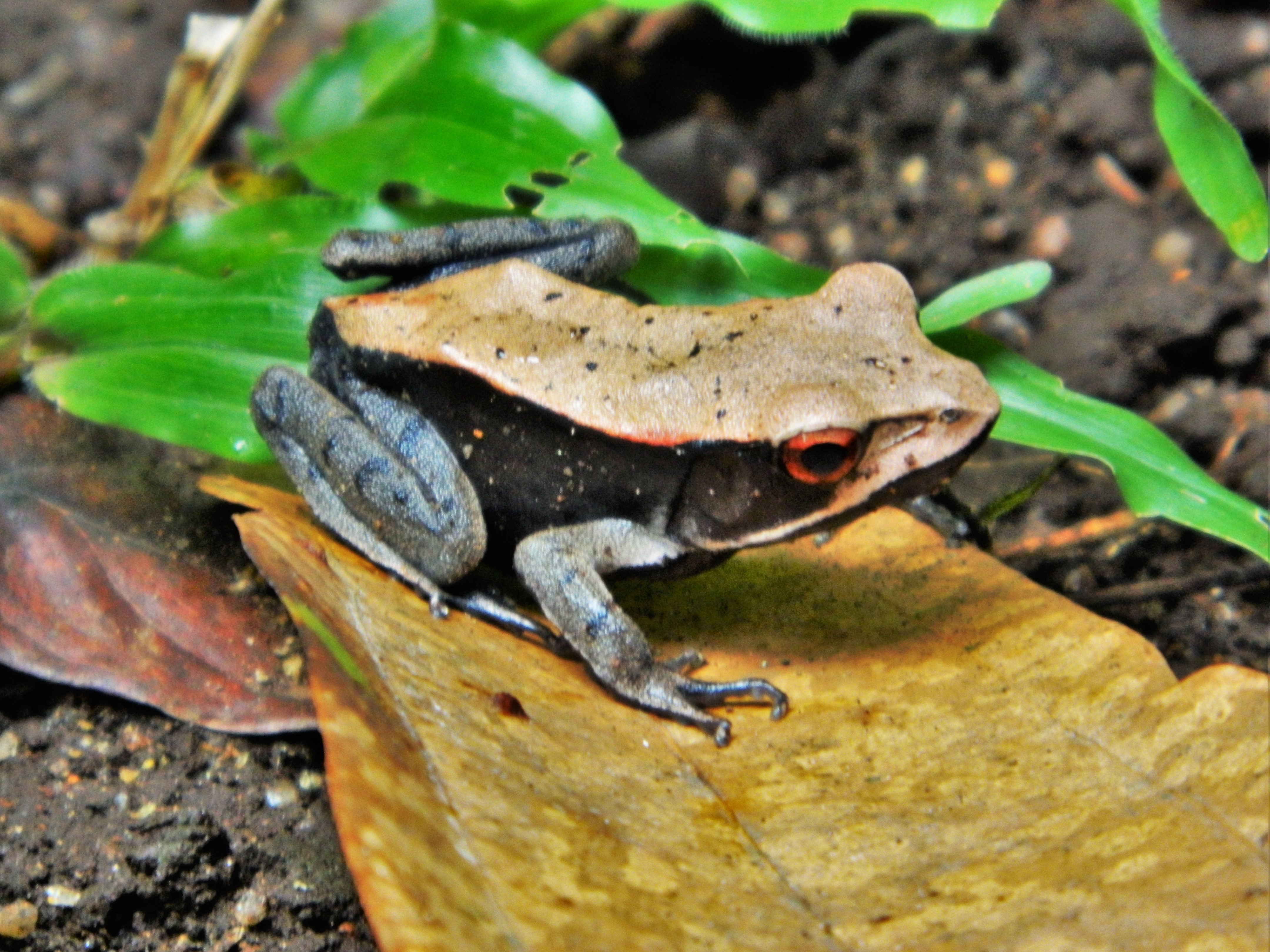
두빛깔개구리(:en:Clinotarsus curtipes)는 인도 서고츠산맥에 고유하다.

고유성(endemism)은 어떤 종이 섬, 국가, 나라 등의 국한된 구역이나 서식지 유형 등의 특정한 지질학적 위치에 국한하여 분포하는 생태학적 상태를 의미한다. 어떤 지역에 자생하는 유기체는 다른 곳에서도 발견된다면 고유성을 띄지 않는다고 여겨진다. 고유성의 극단적인 반대개념은 세계분포이다. 고유성의 대체어휘는 구역성(precinctivity, precinction)인데, 종 이하의 분류군이 특정한 지리적 구역에만 분포하는 것을 지칭한다. 고유성을 띠는 종은  고유종(固有種, endemic species)라고 부르며, 특산종(特産種), 토착종(土着種)이라고도 부른다.

## 어원
'고유한'을 의미하는 영어 단어 endemic 은 근대 라틴어 endēmicus에서 유래했는데, 이는 "토착의"를 의미하는 그리스어 단어 ενδήμος, endēmos,에서 따왔다. Endēmos는 "안"을 의미하는 en, "사람"을 의미하는 dēmos 로 구성된다. "precinctive"라는 단어는 몇몇 과학자들이 제안해왔는데, 1917년에 맥코기( MacCaughey)가 식물학 분야에서 최초로 사용하였다. 이는 고유성과 동의어이다. Precinction는 아마도 프랭크과 맥코이가 최초로 사용하였다. Precinctive는 데이비드 샤프( David Sharp)가 1900년에 하와이의 식물상을 기술하면서 만들어낸 것으로 보인다: "나는 구역된(precinctive)이라는 단어를 '논의 중인 지역에 국한된' 의미에서 사용하였다 ... '구역형태(precinctive form)'는 특정한 지역에 국한해 서식하는 형태를 의미한다." 이 정의는 식물원, 동물원 따위의 인공적인 제한을 제외한다.

## 개괄

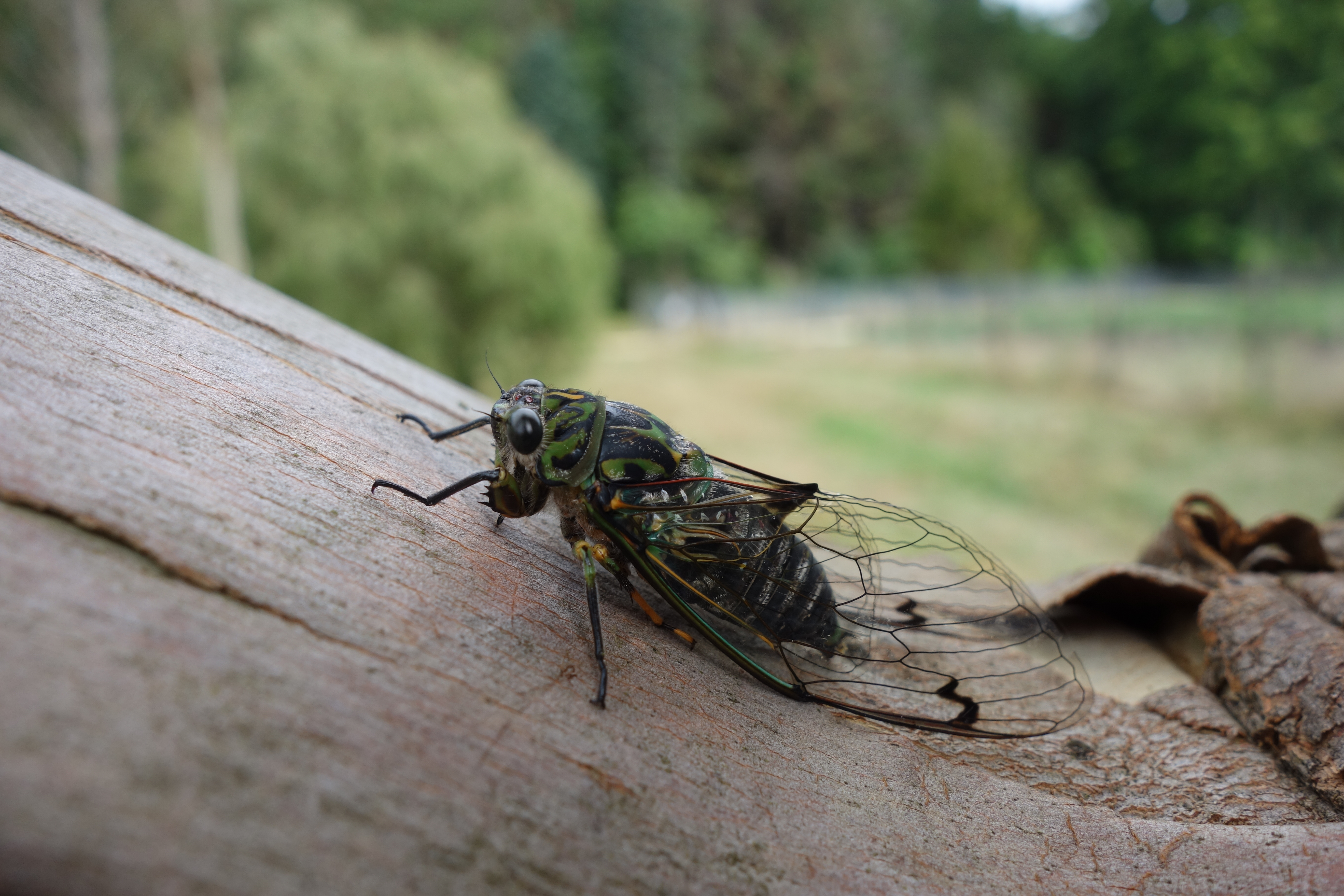
떼창매미(:en:Chorus cicada), 뉴질랜드 고유종

물리적, 기후적, 생물적 요소가 고유성에 관여할 수 있다. 주홍가슴태양조는 남아프리카 남서부의 핀보스 초목 지대에서만 발견된다. 빙하곰은 남동 알래스카의 특정한 곳에서만 서식한다. 종이 보호받거나 사냥감으로 인기가 높다면 정치적인 요소도 고유성에 관여할 수 있는데, 전자는 사법권이 관여하지만 후자는 그렇지 않다.
고유성에는 고고유성과 신고유성의 두 가지의 하위 개념이 있다. 고고유성은 이전에는 널리 분포했었지만 현재는 분포 영역이 줄어든 종을 가리키며, 신고유성은 비교적 근래에 분화, 번식고립, 잡종화, 식물의 경우 배수체와 같은 방식으로 생겨난 종을 가리킨다.
종의 고유형(endemic type)은 특히 하와이, 갈라파고스 제도, 소코트라섬같이 고립된 섬, 군도와 같은 지질학적, 생물학적으로 고립된 지역에서 생겨나는 경향이 있다; 에티오피아의 고원처럼 생물학적으로 고립된 지역, 바이칼호수같이 다른 호수와 멀리 떨어진 큰 수역에서도 고유형이 발달할 수 있다. 쐐기잎수국은 일본에서 발견되는 고유종의 예시다.

## 고유성이 높은 종의 불안전성
고유종은 만일 그 좁은 서식지가 특히 새로운 종의 도입 따위의 인간활동으로 인해 변질되면 쉽사리 멸종위기에 처하거나 멸종할 수 있다. 높은 고유성을 띈 생태계(:en:List of ecoregions with high endemism)의 서식지 감소와 손실의 주요 원인은 농업, 도시의 성장, 지표면 채굴, 무기질 추출, 벌목과 화전농업 등이 있다. 17세기 초에 버뮤다 제도에 사람들이 정착하기 시작했을 때는 수백만 마리의 버뮤다슴새(:en:Bermuda petrel)와 수백만 그루의 버뮤다향나무(:en:Juniperus bermudiana)가 있었다. 17세기가 끝날 즈음에는 버뮤다슴새는 멸종되었다고 여겨졌다. 버뮤다향나무는 수 세기 동안 막대한 양이 조선 재료로 벌목되어온데다 20세기에 기생충이 도래하여 거의 멸종할 뻔했다. 오늘날 버뮤다슴새와 버뮤다향나무는 다른 버뮤다 고유종들처럼 간신히 이어지고 있다.

## 목록

### 대한민국
한국에서는 공통종이 대부분을 차지하며, 고유종, 즉 특산종은 얼마되지 않는다. 고유종은 특정한 곳에 한하여 분포되는 것이다. 이를테면, 금강초롱꽃은 전 세계에서 오로지 한국에서만 자생하는 생물종이므로, 한국의 고유종에 해당한다. 반면에, 광릉요강꽃은 분포지가 한국·중국·일본 등지이므로 한국의 고유종에 포함되지 않는다. 한국의 고유종 중 학술상 가치가 있는 종은 각 기관에서 보호하고 있다. 식물을 예로, 한국 고유종의 대표적인 것으로 물푸레나무과의 미선나무를 들 수가 있는데, 속(屬)으로서도 한국의 고유속이며, 종이 단 1종뿐인 희귀한 식물이다. 이에 문화재청은 충청북도의 괴산 송덕리 미선나무 자생지 외에 4건을 천연기념물로 지정하여 보호하고 있다. 이 밖에도 제주도의 한라송이풀, 한라솜다리, 제주고사리삼, 울릉도의 섬시호, 섬현삼 등이 환경부의 멸종위기종으로 지정되어 보호받고 있다. 환경부 국립생물자원관은 한반도에 서식하는 고유종 2,177종을 전세계에 알리기 위해 한반도 고유종 도감인 ‘Endemic Species of Korea’를 영문으로 출간했다.

#### 나무
- 구상나무(Abies koreana E. H. Wilson)
- 풍산가문비(Picea pungsanensis Uyeki)
- 문수조릿대(Arundinaria munsuensis Y. N. Lee)
- 신이대(Sasa coreana Nakai)
- 제주조릿대(Sasa palmata (Bean) E. G. Camus)
- 수원사시나무(Populus glandulosa Uyeki)
- 쌍실버들(Salix bicarpa Nakai)
- 제주산버들(Salix blinii H. Lév.)
- 개수양버들(Salix dependens Nakai)
- 섬버들(Salix ishidoyana Nakai)
- 키버들(Salix koriyanagi Kimura Goerz)
- 큰산버들(Salix sericeocinerea Nakai)
- 병개암나무(Corylus hallaisanensis Nakai)
- 외대으아리(Clematis brachyura Maxim.)
- 할미밀망(Clematis trichotoma Nakai)
- 매자나무(Berberis koreana Palib.)
- 꼬리말발도리(Deutzia paniculata Nakai)
- 양덕고광나무(Philadelphus koreanus Nakai)
- 섬고광나무(Philadelphus scaber Nakai)
- 고광나무(Philadelphus schrenkii Rupr.)
- 서울고광나무(Philadelphus seoulensis Y. H. Chung & H. C. Shin)
- 금강인가목(Pentactina rupicola Nakai)
- 섬국수나무(Physocarpus insularis (Nakai) Nakai)
- 산이스라지(Prunus ishidoyana Nakai)
- 섬벚나무(Prunus takesimensis Nakai)
- 흑산가시(Rosa kokusanensis Nakai)
- 가시복분자딸기(Rubus schizostylus H. Lév.)
- 섬나무딸기(Rubus takesimensis Nakai)
- 떡조팝나무(Spiraea chartacea Nakai)
- 긴잎산조팝나무(Spiraea pseudocrenata Nakai)
- 개느삼(Echinosophora koreensis (Nakai) Nakai)
- 큰꽃땅비싸리(Indigofera grandiflora B. H. Choi)
- 민땅비싸리(Indigofera koreana Ohwi)
- 해변싸리(Lespedeza maritima Nakai)
- 솔비나무(Maackia fauriei (H. Lév.) Takeda)
- 좀갈매나무(Rhamnus taquetii (H. Lév. & Vaniot) H. Lév.)
- 섬피나무(Tilia insularis Nakai)
- 개염주나무(Tilia semicostata Nakai)
- 노각나무(Stewartia pseudocamellia Maxim.)
- 한라산참꽃나무(Rhododendron saisiuense Nakai)
- 미선나무(Abeliophyllum distichum Nakai)
- 개나리(Forsythia koreana (Rehder) Nakai)
- 만리화(Forsythia ovata Nakai)
- 산개나리(Forsythia saxatilis (Nakai) Nakai)
- 장수만리화(Forsythia velutina Nakai)
- 물들메나무(Fraxinus chiisanensis Nakai)
- 섬쥐똥나무(Ligustrum foliosum Nakai)
- 버들개회나무(Syringa fauriei H. Lév.)
- 오동나무(Paulownia coreana Uyeki)
- 줄댕강나무(Abelia tyaihyoni Nakai)
- 청괴불나무(Lonicera subsessilis Rehder)
- 병꽃나무(Weigela subsessilis (Nakai) L.H.Bailey)

#### 풀
- 개잠자리난초(Habenaria cruciformis)
- 고산구슬붕이(Gentiana wootchuliana)
- 금강초롱꽃(Hanabusaya asiatica)
- 깔끔좁쌀풀(Euphrasia coreana)
- 동강할미꽃(Pulsatilla tongkangensis)
- 매미꽃(Coreanomecon hylomeconoides)
- 모데미풀(Megaleranthis saniculifolia)
- 변산바람꽃(Eranthis byunsanensis)
- 붉노랑상사화(Lycoris flavescens)
- 산할미꽃(Pulsatilla nivalis)
- 섬시호(Bupleurum latissimum)
- 섬현호색(Corydalis filistipes)
- 애기송이풀(Pedicularis ishidoyana)
- 연잎꿩의다리(Thalictrum coreanum)
- 제주고사리삼(Mankyua chejuense)
- 좀어리연꽃(Nymphoides coreana)
- 좀향유(Elsholtzia minima)
- 참배암차즈기(Salvia chanryoenica)
- 참좁쌀풀(Lysimachia coreana)
- 동강할미꽃(Pulsatilla koreana)

#### 물고기
- 꺽지
- 쉬리
- 치리
- 가는돌고기
- 감돌고기
- 각시붕어
- 묵납자루
- 칼납자루
- 줄납자루
- 임실납자루
- 가시납지리
- 서호납줄갱이
- 중고기
- 참중고기
- 어름치
- 긴몰개
- 점몰개
- 돌상어
- 꾸구리
- 동사리
- 얼룩동사리
- 배가사리
- 참종개
- 왕종개
- 줄종개
- 미호종개
- 부안종개
- 수수미꾸리
- 좀수수치
- 새코미꾸리
- 얼룩새코미꾸리
- 미유기
- 꼬치동자개
- 눈동자개
- 퉁가리
- 퉁사리
- 자가사리
- 돌마자
- 여울마자
- 흰수마자
- 금강모치
- 됭경모치
- 큰볏말뚝망둥어

#### 곤충
- 가는무늬하루살이
- 갑옷바퀴
- 강하루살이
- 고려소똥풍뎅이
- 고수귀뚜라미붙이
- 광릉왕모기
- 곰배자루뿔개미
- 규산애꽃벌
- 극동붙이금풍뎅이
- 금빛하루살이
- 긴날개중베짱이
- 긴배자루맵시벌
- 노랑띠들명나방
- 동대귀뚜라미붙이
- 두눈강도래
- 둥근허리애꽃벌
- 등줄어리쌕쌔기
- 묘향귀뚜라미붙이
- 뭉퉁강도래
- 민날개강도래
- 백두귀뚜라미붙이
- 부산풍뎅이
- 비단벌레
- 비룡귀뚜라미붙이
- 비카리아집게벌레
- 뾰족가슴좁쌀바구미
- 산여치
- 산측범잠자리
- 서해안모래풍뎅이
- 소똥구리붙이
- 알락좀과실파리
- 엷은털왕사슴벌레
- 영일모래풍뎅이
- 오대개미
- 오대산귀뚜라미붙이
- 우리여치
- 우리벼메뚜기
- 운문산반딧불이
- 원표애보라사슴벌레
- 제주붉은줄버섯벌레
- 제주청날개애메뚜기
- 제주풍뎅이
- 조계길쭉먼지벌레
- 진길쭉먼지벌레
- 참송장풍뎅이
- 털보왕사슴벌레
- 털애꽃벌
- 톱니땅풍뎅이
- 팔공산밑들이메뚜기
- 한강모래풍뎅이
- 한국강도래
- 한국큰그물강도래
- 한국민날개밑들이메뚜기
- 해동길쭉먼지벌레

#### 거미목/갑각류
- 고려기수가게거미
- 고려잔나비거미
- 논갈거미
- 관악유령거미
- 동국땅거미
- 모가게거미
- 모산굴뚝거미
- 한국깔때기거미
- 한국농발거미
- 한국늑대거미
- 두두럭징거미새우
- 민손옆새우

#### 양서류/파충류
- 금개구리
- 수원청개구리
- 한국산개구리
- 고리도롱뇽
- 제주도롱뇽

#### 포유류
- 한국고라니(Hydropotes inermis argyropus)
- 멧토끼 (Lepus coreanus)
- 제주등줄쥐 (Apodemus chejuensis)

#### 새
- 노랑부리백로
- 크낙새
- 저어새

#### 버섯, 균[9]
- 연살색잔나비버섯
- 동심기계충버섯

## 같이 보기
- 자생종
- 재래종
- 도입종

## 내용주
1. ↑  Precinctivity

## 참고 문헌
- Juan J. Morrone (1994). “On the Identification of Areas of Endemism” (PDF). 《Systematic Biology》 43 (3): 438–441. doi:10.1093/sysbio/43.3.438. 2012년 4월 3일에 원본 문서 (PDF)에서 보존된 문서. 2019년 8월 20일에 확인함.
- CDL Orme;  외. (2005년 8월 18일). “Global hotspots of species richness are not congruent with endemism or threat”. 《Nature》 436 (7053): 1016–9. Bibcode:2005Natur.436.1016O. doi:10.1038/nature03850. PMID 16107848.
- JT Kerr (October 1997). “Species Richness, Endemism, and the Choice of Areas for Conservation” (PDF). 《Conservation Biology》 11 (55): 1094–1100. doi:10.1046/j.1523-1739.1997.96089.x. JSTOR 2387391. 2017년 8월 9일에 원본 문서 (PDF)에서 보존된 문서. 2019년 8월 20일에 확인함.